# Crawler (band)
Crawler was een band, die een voortzetting was van de band Back Street Crawler, een band rondom gitarist Paul Kossoff.

## Geschiedenis
In 1972 verliet Kossoff  vanwege gezondheidsredenen Free en kwam met een solomuziekalbum Back Street Crawler. De naam beviel kennelijk goed, want er kwamen nog twee albums onder de naam Back Street Crawler: The band plays on (1975) en Second Street (1976). Met de gezondheid van Kossoff ging het slechter en slechter. Als hij op 19 maart 1976 aan hartfalen overlijdt, komt het tweede album nog uit 'Dedicated to Koss'. Toetsenvirtuoos John ‘rabbit’ Bundrick had na het eerste album al de plaats ingenomen van Mike Montgomery. De overige leden trekken Geoff Whitehorn als vervanger aan van Kossoff. Whitehorn kwam over uit de band If, maar Atlantic Records, het platenlabel van Back Street Crawler zag er verder geen gat in en liet de band vallen, Epic Records nam hun plaats over; de naam wordt Crawler. In 1977 brachten ze het album 'Crawler' uit in 1978 gevolgd door het tweede album 'Snake, Rattle & Roll'. De live muziekalbums van de band kwamen pas veel later uit, de band was toen al lang opgeheven; ze bestaan uit privé-opnamen van Bundrick.   
In Nederland bleef de band onbekend, in het Verenigd Koninkrijk en de Verenigde Staten had men meer succes. In Engeland toert men met Boxer en Moon, twee anno 2008 totaal vergeten bands. In Amerika toert men met bekendere bands als Robin Trower, Cheap Trick, Foreigner en Kansas.  
In december 1978 vertrekt Bundrick naar The Who, hetgeen het eind van de band betekende. De overige heren kwamen terecht in allerlei bands of begeleidden soloartiesten. 

## Discografie

### Studioalbums
- 1977 - Crawler
- 1978 - Snake, Rattle & Roll

### Overige (live) albums
- 2001 - Snake Bite (Live)
- 2002 - Crawler Live - Agora Club Ohio
- 2003 - Pastime Dreamer (Live)